# Pine Village
Pine Village és una població dels Estats Units a l'estat d'Indiana. Segons el cens del 2006 tenia 253 habitants.

## Demografia
Segons el cens del 2000, Pine Village tenia 255 habitants, 111 habitatges, i 66 famílies. La densitat de població era de 757,4 habitants/km².
Dels 111 habitatges en un 23,4% hi vivien nens de menys de 18 anys, en un 48,6% hi vivien parelles casades, en un 9,9% dones solteres, i en un 40,5% no eren unitats familiars. En el 35,1% dels habitatges hi vivien persones soles el 10,8% de les quals corresponia a persones de 65 anys o més que vivien soles. El nombre mitjà de persones vivint en cada habitatge era de 2,3 i el nombre mitjà de persones que vivien en cada família era de 3,02.
Per edats la població es repartia de la següent manera: un 24,3% tenia menys de 18 anys, un 5,1% entre 18 i 24, un 32,9% entre 25 i 44, un 20,4% de 45 a 60 i un 17,3% 65 anys o més.
L'edat mediana era de 38 anys. Per cada 100 dones de 18 o més anys hi havia 83,8 homes.
La renda mediana per habitatge era de 38.875$ i la renda mediana per família de 43.750$. Els homes tenien una renda mediana de 37.813$ mentre que les dones 25.833$. La renda per capita de la població era de 18.952$. Entorn del 6,3% de les famílies i el 7,1% de la població estaven per davall del llindar de pobresa.

## Poblacions més properes
El següent diagrama mostra les poblacions més properes.